# Lac Brompton
Pour les articles homonymes, voir Brompton (homonymie).
Le lac Brompton est un plan d'eau douce de la municipalité de canton de Orford, de Racine et de Saint-Denis-de-Brompton, dans la municipalité régionale de comté (MRC) de Memphrémagog, dans la région administrative de l'Estrie, au Québec, au Canada.
La villégiature est particulièrement développée dans la partie nord du lac et peu développée dans la partie sud à cause des zones de marais à l'ouest et de la topographie montagneuse du côté sud-est où un sommet atteint 397 m. Le lac est entouré des monts : Cathédrale (à l'ouest : altitude de 404 m), "Trois lacs" (à l'ouest : altitude : 462 m), Roy (altitude : 385 m) et Girard (à l'est : 352 m d'altitude, près du lac Montjoie).

## Géographie

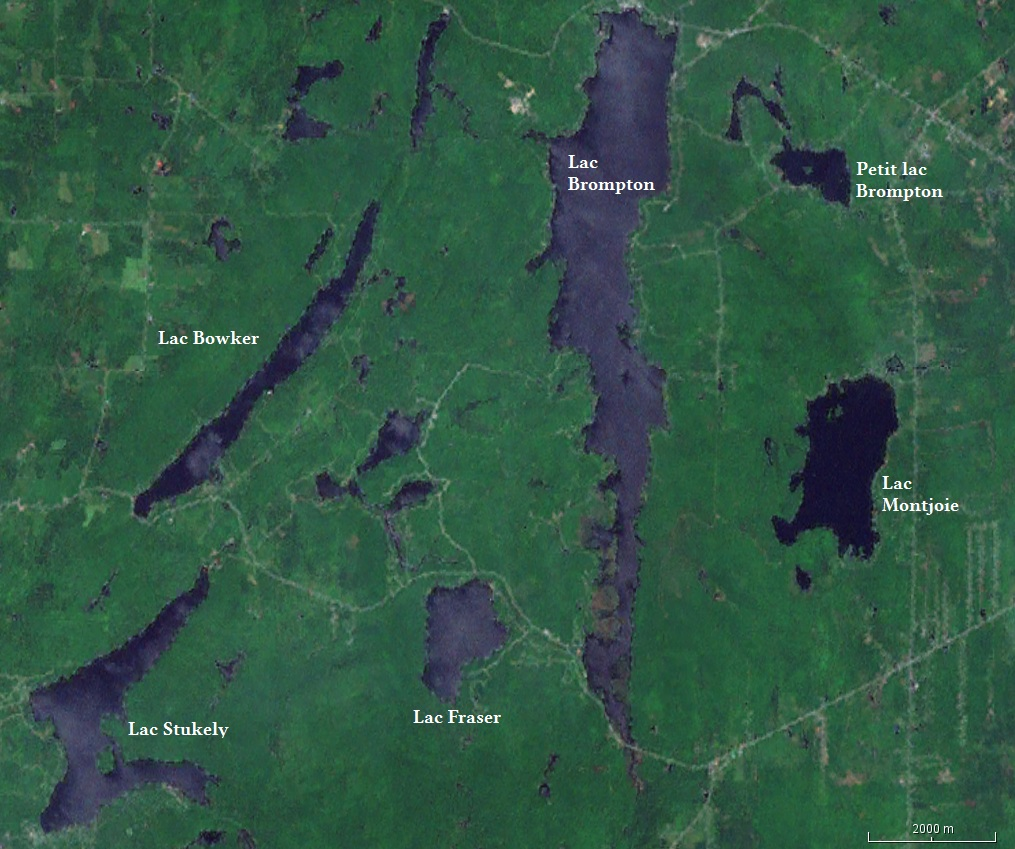
Lacs des environs d'Orford.

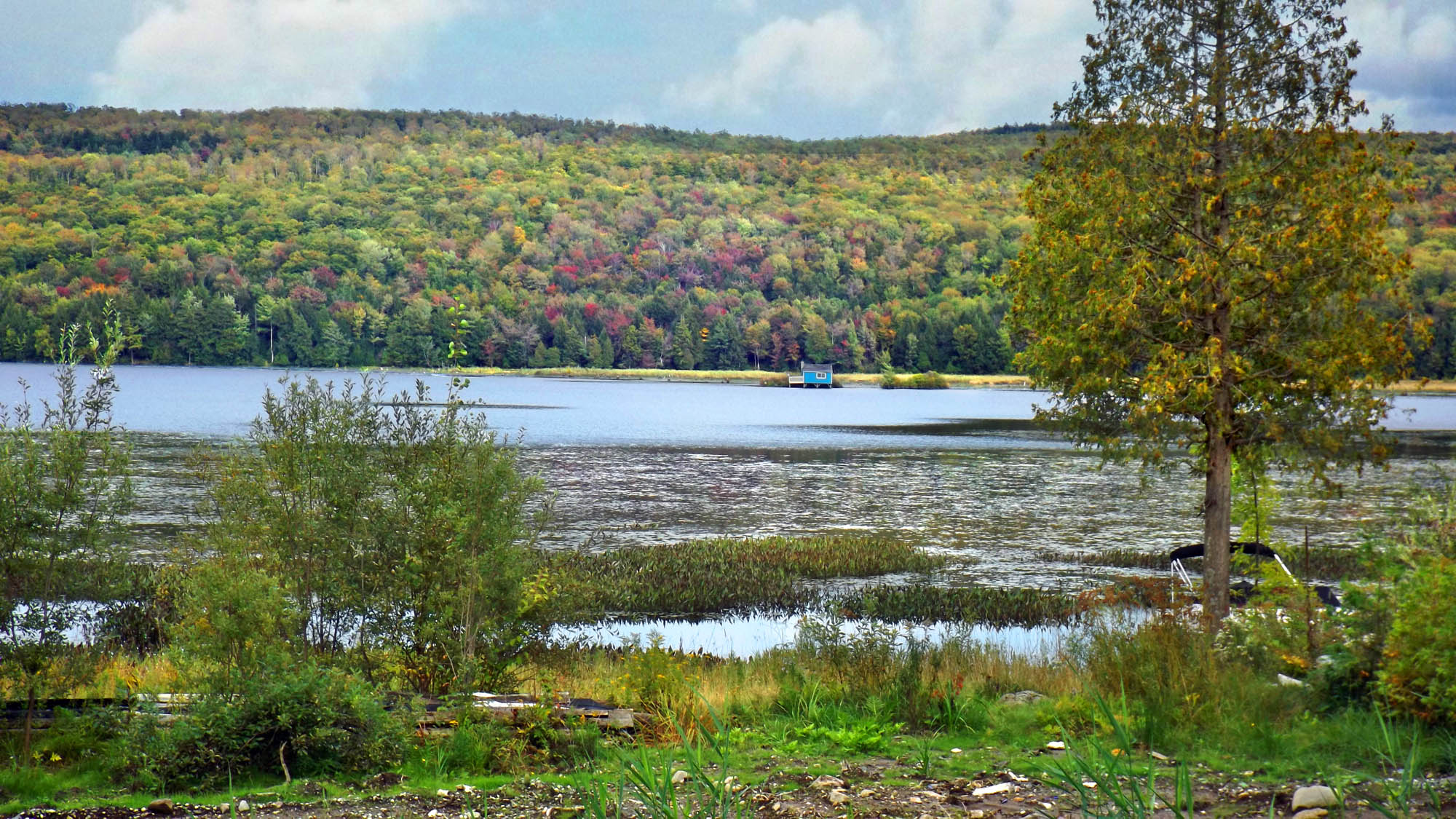
Marais sur le lac Brompton.

Le lac Brompton est situé à 10,7 km au nord-ouest du sommet du mont Orford, à 10,1 km au sud-ouest du centre du village de Saint-Denis-de-Brompton, à 14,1 km au sud-ouest de Windsor (Québec), 12,5 km au nord du centre de Magog, à 13,6 km à l'est de Valcourt et à 19,5 km à l'ouest du centre-ville de Sherbrooke.
Le lac Brompton est situé à 2,4 km à l'ouest du lac Montjoie, à 1,0 km à l'Ouest du lac Desmarais et à 1,3 km à l'ouest du Petit lac Brompton. Le lac Brompton fait partie d'un ensemble de plans d'eau s'étendant à partir du pied du nord du massif du mont Orford. Le lac Brompton compte une douzaine de kilomètres carrés en superficie. Il est principalement alimenté par :
- côté sud : la décharge du lac Perdu ;
- côté sud-ouest : la décharge des lacs Stukely, Bowker, Simoneau, Leclerc, "des Monts" et Fraser ;
- côté nord-ouest : le ruisseau Ely qui draine les lacs La Rouche et Brais. Ce ruisseau se déverse dans une baie sur le littoral ouest du lac Brompton ;
- côté est : la décharge du lac Desmarais.

Le lac Brompton se déverse par le nord dans la rivière au Saumon. Cette rivière coule tout droit vers le nord principalement en zones forestières. Le parcours de la rivière ser de limite aux municipalités de Racine et de Saint-François-Xavier-de-Brompton. Puis la rivière entre dans la municipalité de Melbourne et traverse la municipalité de village de Kingsbury. Finalement, la rivière se déverse dans la rivière Saint-François, en aval de l'île Morin, dans la municipalité de Melbourne.
Lac-Brompton-Sud constitue un hameau situé sur la rive ouest de la partie sud du lac. Le lac compte deux petits centres de villégiature sur le pourtour de la partie nord : Lac-Brompton et Plage-MacKenzie.
Le lac comporte plusieurs zones de marais dans la partie sud. Les principales baies du côté ouest du lac sont : Williamson et Gagnon.

## Toponymie
L'origine du canton Brompton et du lac du même nom sont interreliés.
Le toponyme lac Brompton a été officialisé le 5 décembre 1968 à la Banque des noms de lieux de la Commission de toponymie du Québec.